# Johann Peter Weidmann
Johann Peter Weidmann (* 27. Juli 1751 in Zülpich; † 23. Juni 1819 in Mainz) war ein deutscher Mediziner und Hochschullehrer. Er wirkte als  Professor der Anatomie, Chirurgie und Geburtshilfe.

## Leben
Weidmanns frühe Ausbildung ist nicht bekannt. Um 1769 wurde er an der Universität Köln immatrikuliert. Dort verblieb er zum Studium der Philosophie bis etwa 1773. Er schloss wohl noch in Köln als Dr. phil. sein Studium ab. Am 26. November 1773 erfolgte seine Immatrikulation an der Universität Würzburg, an der er fortan Medizin studierte. Seine Promotion zum Dr. med. erfolgte 1779 mit der Dissertation comparatio inter sectionem caesaream et dissectionem cartilaginis et ligamentorum pubis, in partu ob pelvis angustiam impossibili suscipiendas als Assistent unter seinem Lehrer Carl Caspar von Siebold. Anschließend ergänzte er sein Studium durch Studienaufenthalte an der Universität Straßburg, in Paris und London. Weidmann war Erfinder eines Lithotoms (chirurgisches Messer zur Durchführung des Steinschnitts), das 1795 von Franz Kaspar Hesselbach modifiziert und verbessert wurde.
Am 23. Dezember 1782 erhielt Weidmann einen Ruf als ordentlicher Professor für Anatomie, Chirurgie und Geburtshilfe an die Universität Mainz. Außerdem wurde er Direktor der Entbindungsanstalt der Universität. Am 29. März 1784 wurde er Mitglied der Medizinischen Fakultät. In den Jahren 1786 bis 1789 und von 1795 bis 1797 hatte er das Amt des Dekans der Medizinischen Fakultät inne. Auch nach der Schließung der Universität 1798 durch die Franzosen blieb er in Mainz.
Weidmann eröffnete als Direktor 1806 eine Entbindungsanstalt in der ehemaligen Abtei Altmünster in Mainz, in der er auch sein Wohnquartier genommen hatte. Er fungierte bis 1812 als Direktor der Anstalt.

## Schriften (Auswahl)
- De Necrosi Ossium Adnotatio, Alef, Mainz 1784.
- Abhandlung über den Brand der Knochen, Leipzig 1797.
- Über den Mißbrauch des glühenden Eisens, um brandige Knochenstücke abzusondern, Andreä, Frankfurt am Main 1801.
- In quaestionem ab illustr. medica Tolosana praemio expositam: utrum forcipis usus in arte obstetricia utilis sit an noxius, Wirth, Mainz 1806 (als Preisschrift von der Akademie zu Toulouse ausgezeichnet).